# Brachypeza minimipes
Brachypeza minimipes är en orkidéart som först beskrevs av Johannes Jacobus Smith, och fick sitt nu gällande namn av Leslie Andrew Garay. Brachypeza minimipes ingår i släktet Brachypeza och familjen orkidéer.
Artens utbredningsområde är Sumatera. Inga underarter finns listade i Catalogue of Life.